# Guadalajara 125 Open
L'Abierto Zapopan è un torneo professionistico di tennis giocato sul cemento del Panamerican Tennis Center di Guadalajara in Messico dal 2019. Il torneo ha fatto parte della categoria WTA 125 fino al 2020, dal 2021 è classificato come WTA 250.
L'edizione del 2020 non si è disputata a causa della pandemia di COVID-19.
Nel 2023, il torneo non si è disputato, ma nel 2024 fa il suo ritorno nel calendario nella categoria WTA 125 e viene rinominato Guadalajara 125 Open.

## Albo d'oro

### Singolare
| Anno | Categoria                             | Campionessa                           | Finalista                             | Punteggio                             |
| ---- | ------------------------------------- | ------------------------------------- | ------------------------------------- | ------------------------------------- |
| 2019 | WTA 125                               | Veronika Kudermetova                  | Marie Bouzková                        | 6–2, 6–0                              |
| 2020 | Annullato per pandemia di Coronavirus | Annullato per pandemia di Coronavirus | Annullato per pandemia di Coronavirus | Annullato per pandemia di Coronavirus |
| 2021 | WTA 250                               | Sara Sorribes Tormo                   | Eugenie Bouchard                      | 6–2, 7–5                              |
| 2022 | WTA 250                               | Sloane Stephens                       | Marie Bouzková                        | 7–5, 1–6, 6–2                         |
| 2023 | Non disputato                         | Non disputato                         | Non disputato                         | Non disputato                         |
| 2024 | WTA 125                               | Kamilla Rachimova                     | Tatjana Maria                         | 6-3, 6(5)-7, 6-3                      |

### Doppio femminile
| Anno | Categoria                             | Campionesse                           | Finaliste                             | Punteggio                             |
| ---- | ------------------------------------- | ------------------------------------- | ------------------------------------- | ------------------------------------- |
| 2019 | WTA 125                               | Maria Sanchez Fanny Stollár (1)       | Cornelia Lister Renata Voráčová       | 7–5, 6–1                              |
| 2020 | Annullato per pandemia di Coronavirus | Annullato per pandemia di Coronavirus | Annullato per pandemia di Coronavirus | Annullato per pandemia di Coronavirus |
| 2021 | WTA 250                               | Ellen Perez Astra Sharma              | Desirae Krawczyk Giuliana Olmos       | 6–4, 6–4                              |
| 2022 | WTA 250                               | Kaitlyn Christian Lidzija Marozava    | Wang Xinyu Zhu Lin                    | 7–5, 6–3                              |
| 2023 | Non disputato                         | Non disputato                         | Non disputato                         | Non disputato                         |
| 2024 | WTA 125                               | Katarzyna Piter Fanny Stollár (2)     | Angelica Moratelli Sabrina Santamaria | 6-4, 7-5                              |